# Carroll (New York)
Pour les articles homonymes, voir Carroll.
Carroll est une ville située dans le comté de Chautauqua, dans l' État de New York, aux États-Unis,. En 2020, elle comptait une population de 3 456 habitants, estimée au 1er juillet 2021 à 3 440 habitants.

## Démographie
Lors du recensement de 2010, la ville comptait une population de 3 524 habitants. Elle est estimée, en 2021, à 3 440 habitants.